# Scuola di nuoto
Scuola di nuoto (Just Ducky) è un film del 1953 diretto da William Hanna e Joseph Barbera. Il film è il settantasettesimo cortometraggio della serie Tom & Jerry, distribuito il 5 settembre del 1953 dalla Metro-Goldwyn-Mayer.

## Trama
Un'anatra madre vede schiudersi tutte le sue uova tranne una, quella di Quacker, che si apre appena lei si allontana per andare a fare una nuotata con i suoi anatroccoli in uno stagno. Quacker cerca di avvicinarsi alla famiglia a nuoto, ma non riesce a rimanere a galla, così chiama la madre, ma lei è ormai troppo lontana per riuscire a sentirlo. Il pianto di Quacker attira l'attenzione di Jerry, che cerca di insegnargli a nuotare, tuttavia Quacker non riesce a migliorare. L'anatroccolo si allontana depresso e si imbatte in Tom, che cerca di mangiarselo, ma Jerry arriva e lo salva. Dopo diverse peripezie, Tom cade nello stagno e si sforza invano di nuotare, così Quacker si tuffa coraggiosamente e lo salva. Più tardi Tom e Jerry sentono un suono di anatre e vedono Quacker nuotare assieme alla sua famiglia.